# ケニー・サンソム
ケニー・サンソム（Kenneth Graham Sansom , 1958年9月26日 - ）は、イギリス・ロンドン・サザーク区出身の元サッカー選手。現役時代のポジションは、ディフェンダー。元イングランド代表。

## 選手経歴
サンソムはイギリス・ロンドンのキャンバーウェル地区で生まれた。闇屋（英語: spiv）だった父親のジョージが家を出て行った後、1960年に一家はタルスヒル（英語: Tulse Hill）に引っ越した。初期の頃はゴールキーパーとして活躍していたが、ユースチームでの試合中、負傷したチームメイトの代わりに左サイドバックを務めたことがきっかけでフルバックとしてのキャリアが始まった。

### クラブ

#### クリスタルパレス
アーセナル、クイーンズ・パーク・レンジャーズ、トッテナム・ホットスパーにスカウトされたサンソムはクリスタル・パレスのユースチームに入団した。1975年に、トップチームに昇格すると、翌1976年からは156試合連続出場を果たし、リーグ戦ではわずか1試合の欠場にとどまった。
1977年、サンソムはパレスのジュニアチームを率いてFAユースカップを優勝。1978-79シーズンには、パレスの2部リーグ優勝に大きく貢献した。1979-80シーズンで、若手中心のチームで1部に昇格したパレスは開幕9戦無敗で一時首位に立ったが、最終的には13位でシーズンを終えた。

#### アーセナル
1980年の夏、サンソムは、クライブ・アレンとの有償トレード(移籍金100万ポンド)でアーセナルに移籍。1980年8月16日のウェスト・ブロムウィッチ・アルビオン戦でデビューを果たすと、左サイドバックとして定着。1981年にはアーセナルの年間最優秀選手賞を受賞した。
1986-87シーズン、新たに監督に就任したジョージ・グラハムのもと、キャプテンを務めたサンソムは自身初となるEFLカップの優勝を経験。翌1987-88シーズン、グラハムとの関係が悪化し、8歳年下のトニー・アダムスにキャプテンを任せることになるも、レギュラーの座は確保し続けた。1989年に退団するまで、アーセナルで通算394試合に出場し、6ゴールを記録した。
その後、ニューカッスル・ユナイテッドに移籍し、クイーンズ・パーク・レンジャーズ、コヴェントリー・シティ、エヴァートン、ブレントフォード、ワトフォードでプレー。その後、クロイドンFC（英語: Croydon F.C.）、チャーツー・タウンFC（英語: Chertsey_Town_F.C.）、スロウタウンFC（英語: Slough Town F.C.）とセミプロリーグでもプレーを続けた。

## イングランド代表
1979年5月23日、サンソムはウェールズ代表戦で代表デビューし、同年に行われたUEFAユーロにイングランド代表として出場するも勝利には至らなかった。
1982年 FIFAワールドカップでは、レギュラーとしてプレーしたもののグループリーグ第2戦で敗退。1986年 FIFAワールドカップでは、左サイドバックのレギュラーとして活躍。準々決勝のアルゼンチン戦までの全試合に出場した。1988年のUEFAユーロ予選ではレギュラーを確保したものの、グループ予選の3試合全てに負けて敗退した。1988年のUEFAユーロでは、宿敵のアイルランド共和国代表戦に負けて以降、連敗し、グループステージ敗退となった。この大会以後、左サイドバックにはスチュアート・ピアースが起用されるようになり、代表戦の出場機会は激減。ピアースが負傷した際のサブとして短期間だけ召集されたものの、出場はなくなった。
1979年から1988年までの間に86回のキャップを獲得しており、2012年にアシュリー・コール に抜かれるまで、イングランド代表のフルバックとしては最多のキャップを獲得していた。イングランド代表全体で見ても、歴代12位と、長年にわたってナショナルチームの屋台骨を支えてきた。
また、1984年5月から1987年4月までの間に37試合連続出場という記録を残している。

### 引退後
2015年に公園で酒を飲みながら寝転がり、ホームレスになっている姿が撮影され、話題になった。のちに、アルコール依存症とギャンブル依存症に長年苦しんできたことを告白している。
2020年5月には入院していると報じられた。病状や原因については公表されていない。

## 獲得タイトル

### クラブ
クリスタル・パレスFC
- FA ユースカップ: 1977
- フットボール・リーグ・セカンド・デイヴィジョン: 1978-79

アーセナルFC
- フットボールリーグカップ: 1986-87

### 国際大会
イングランド代表
- British Home Championship: 1981–82, 1982–83[15]

### 個人タイトル
- クリスタルパレスFC 年間最優秀選手：1977, 1979[16]
- アーセナルFC 年間最優秀選手： 1981[8]
- PFA年間ベストイレブン(サード・ディヴィジョン): 1976–77[17]
- PFA年間ベストイレブン(セカンド・ディヴィジョン): 1977–78, 1978–79[17]
- PFA年間ベストイレブン(ファースト・ディヴィジョン): 1979–80, 1980–81, 1981–82, 1982–83, 1983–84, 1984–85, 1985–86, 1986–87(8年連続8度の受賞)[17]